# 16209 Sterner
16209 Sterner este un asteroid din centura principală de asteroizi.

## Descriere
16209 Sterner este un asteroid din centura principală de asteroizi. A fost descoperit pe 4 februarie 2000 la Socorro, New Mexico, în cadrul proiectului LINEAR. Asteroidul prezintă o orbită caracterizată de o semiaxă mare de 2,41 ua, o excentricitate de 0,19 și o înclinație de 0,7° în raport cu ecliptica.